# چاچاگویی
چاچاگویی (انگلیسی: Chachagüí) نام شهری در کشور کلمبیا است.